# فيرنر مارخ
فيرنر مارخ (بالألمانية: Werner March) (و. 1894 – 1976 م) هو مهندس معماري، وأستاذ جامعي من ألمانيا . ولد في تشارلوتنبرغ.
وكان عضواً في الحزب النازي .شارك في الألعاب الأولمبية الصيفية .
توفي في برلين .

## أعمال بارزة
من أهم أعماله:
- الملعب الأولمبي.
- استاد القاهرة

## مناصب وهيئات
أدار معهد برلين للتكنولوجيا.

## جوائز
حصل على جوائز منها:
- Ring of Honour of the city Minden.

## روابط خارجية
- فيرنر مارخ على موقع مونزينجر (الألمانية)
- فيرنر مارخ على موقع أوليمبيديا (الإنجليزية)